# 이리동초등학교
이리동초등학교(裡里東初等學校)는 대한민국 전북특별자치도 익산시 영등동에 있는 공립 초등학교이다. 1980년에 개교했다.

## 학교 연혁
- 1978.05.13.(매년 5.13은 개교기념일) 이리동초등학교 설립 인가
- 1980.09.01. 이리동초등학교 개교(1~5학년, 10학급 편성)
- 1982.02.28. 제1회 졸업식(106명)
- 2000.11.14. 도지정 체험학습 시범학교 발표회
- 2007.03.01. 특수학급 인가(1학급)
- 2007.03.05. 이리동초등학교 병설유치원 개원(1학급 편성)
- 2009.03.01. 이리동초등학교 병설유치원 1학급 증설(2학급)
- 2011.03.01. 이리동초등학교 병설유치원 1학급 증설(3학급)
- 2012.02.10. 제31회 졸업장 수여식(192명, 누계 7,256명)
- 2012.03.01. 32학급 편성(특수학급1)
- 2012.09.01. 제13대 정동일 교장 부임
- 2013.02.14. 제32회 졸업장 수여식(186명, 누계 7,442명)
- 2013.03.01. 31학급 편성(특수학급1)
- 2014.09.01. 제14대 이영권 교장 부임
- 2015.03.01. 이리동초등학교 병설유치원 3학급 편성
- 2015.03.01. 30학급 편성(특수 1학급)

## 참고 문헌
- 이리동초등학교 - 한국교육학술정보원 학교알리미

## 같이 보기
- 이리동초등학교 축구단